# Xe đạp tại Thế vận hội Mùa hè 2016 - Đường trường tính giờ cá nhân nữ
Nội dung đường trường tính giờ cá nhân nữ là một trong 18 nội dung môn xe đạp của Thế vận hội Mùa hè 2016. Nội dung được diễn ra vào ngày 10 tháng Tám tại Pontal, một bán đảo nhỏ và khu vực bờ biển ngoại ô Recreio dos Bandeirantes, phía Tây Rio de Janeiro, Brazil. Vạch xuất phát và vạch đích của chặng đua nằm trong tổ hợp Barra và là một trong bảy địa điểm thi đấu tạm thời của Thế vận hội 2016.

## Ứng cử viên trước chặng đua
Vận động viên người Mỹ Kristin Armstrong là đương kim vô địch. Các nhà vô địch thế giới sau Thế vận hội Mùa hè 2012 Ellen van Dijk người Hà Lan (2013), Lisa Brennauer người Đức (2014) và vận động viên New Zealand Linda Villumsen (2015). Gần đây nhất, Ellen van Dijk giành chức vô địch Energiewacht Tour 2016, đánh bại Villumsen (thứ ba) và Brennauer (thứ 9).

## Chặng đua
Chặng đua của nữ đua một vòng 29,8 km (18,5 mi) quanh Grumari. Chặng đua bắt đầu và kết thúc tại Quảng trường Tim Maia (Estrada do Pontal), đi vào vòng quanh Grumari (theo chiều kim đồng hồ) rồi tới chặng leo núi đầu tiên (đỉnh Grumari) sau 9,7 km (6,0 mi) và chặng leo núi thứ hai (đỉnh Grota Funda) ở 19,2 km (11,9 mi).

## Danh sách xuất phát và kết quả
Có 18 NOC với tổng cộng 25 tay đua tranh tài tại nội dung đường trường tính giờ cá nhân. Dưới đây là các tay đua đại diện cho NOC của họ.
| Số | Tay đua              | Quốc gia    | Hạng | Thời gian |
| -- | -------------------- | ----------- | ---- | --------- |
| 1  | Kristin Armstrong    | Hoa Kỳ      | 1    | 44:26.42  |
| 5  | Olga Zabelinskaya    | Nga         | 2    | 44:31.97  |
| 3  | Anna van der Breggen | Hà Lan      | 3    | 44:37.80  |
| 7  | Ellen van Dijk       | Hà Lan      | 4    | 44:48.74  |
| 9  | Elisa Longo Borghini | Ý           | 5    | 44:51.94  |
| 2  | Linda Villumsen      | New Zealand | 6    | 44:54.71  |
| 18 | Tara Whitten         | Canada      | 7    | 45:01.16  |
| 4  | Lisa Brennauer       | Đức         | 8    | 45:22.62  |
| 11 | Katrin Garfoot       | Úc          | 9    | 45:35.03  |
| 6  | Evelyn Stevens       | Hoa Kỳ      | 10   | 46:00.08  |
| 16 | Alena Amialiusik     | Belarus     | 11   | 46:05.73  |
| 10 | Ashleigh Moolman     | Nam Phi     | 12   | 46:29.11  |
| 14 | Karol-Ann Canuel     | Canada      | 13   | 46:30.93  |
| 15 | Emma Pooley          | Anh Quốc    | 14   | 46:31.98  |
| 22 | Eri Yonamine         | Nhật Bản    | 15   | 46:43.09  |
| 12 | Trixi Worrack        | Đức         | 16   | 46:52.77  |
| 20 | Lotta Lepisto        | Phần Lan    | 17   | 47:06.52  |
| 17 | Katarzyna Niewiadoma | Ba Lan      | 18   | 47:47.96  |
| 25 | Anna Plichta         | Ba Lan      | 19   | 47:59.66  |
| 8  | Hanna Solovey        | Ukraina     | 20   | 48:03.35  |
| 24 | Lotte Kopecky        | Bỉ          | 21   | 48:09.86  |
| 23 | Christine Majerus    | Luxembourg  | 22   | 48:16.17  |
| 13 | Ann-Sophie Duyck     | Bỉ          | 23   | 48:17.60  |
| 19 | Audrey Cordon        | Pháp        | 24   | 49:32.87  |
| 21 | Vita Heine           | Na Uy       | 25   | 50:23.39  |